# Jean Henri van Swinden
Jan Hendrik ou Jean Henri van Swinden (Haia, 8 de junho de 1746 — Amsterdam, 9 de março de 1823) foi um matemático neerlandês.

## Publicações
- Abhandlungen über vollkommene Maasse und Gewichte; 1802
- Grondbeginsels der meetkunde, Amsterdam 1816